# Hayward-Verwerfung

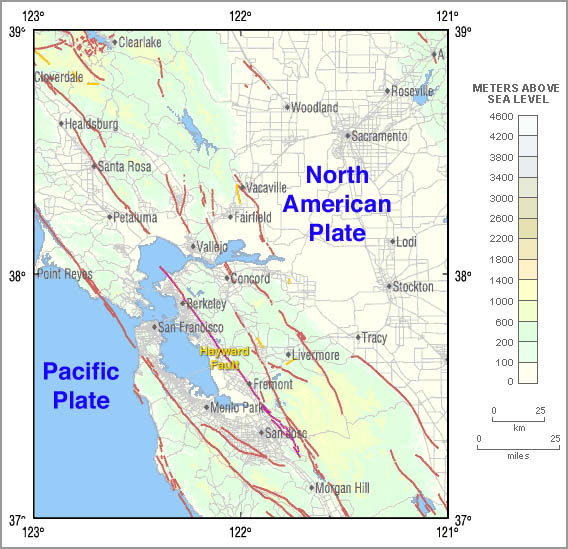
Die Karte des USGS (United States Geological Survey) zeigt die Verwerfungen am Rande der Pazifischen und der Nordamerikanischen Platte.

Die Hayward-Verwerfungszone ist eine geologische Transformstörung mit dem Potential zu Erdbeben von erheblichem Ausmaß und Zerstörung. Die Verwerfung ist ca. 119 km lang und liegt in erster Linie entlang der westlichen Basis der Hügel auf der Ostseite der Bucht von San Francisco. Sie durchläuft dicht besiedelte Gebiete beginnend in der Nähe Richmond im Norden, weiter Richtung Süden über El Cerrito, Berkeley, Oakland, San Leandro, Hayward, Union City, Fremont und bis San Jose.
Westlich parallel dazu liegt der berühmte (und wesentlich längere) Nachbar, die San-Andreas-Verwerfung, welcher allerdings zum Teil vor der Küste im Meer liegt und die San-Francisco-Halbinsel durchläuft. Im Süden der Hayward-Verwerfungszone liegt die Calaveras-Verwerfung. Im Jahr 2007 entdeckte man, dass die Hayward-Verwerfung östlich von San Jose in einer Tiefe von 6,4 km in die Calaveras-Verwerfung übergeht und das Potential hat, deutlich stärkere Erdbeben zu erzeugen als bisher angenommen. Einige Geologen schlugen deswegen vor, die südlich gelegene Calaveras-Verwerfung in Südliche Hayward-Verwerfung umzubenennen.
Nördlich der Bucht von San Pablo liegt die Rodgers-Creek-Verwerfung, welche unterhalb der Bucht eine Verbindung zur Hayward-Verwerfung hat. Und auch die etwas weiter nördliche Maacama-Transformstörung wird als Teil und Subsystem der Hayward-Verwerfungszone betrachtet.
Während die San-Andreas-Verwerfung die wichtigste Grenze der Transformstörung zwischen der Pazifischen und der Nordamerikanischen Platte darstellt, hat auch die Hayward-Störung einen gewissen Anteil an der Gesamtbewegung zwischen den Platten.

## Tektonik

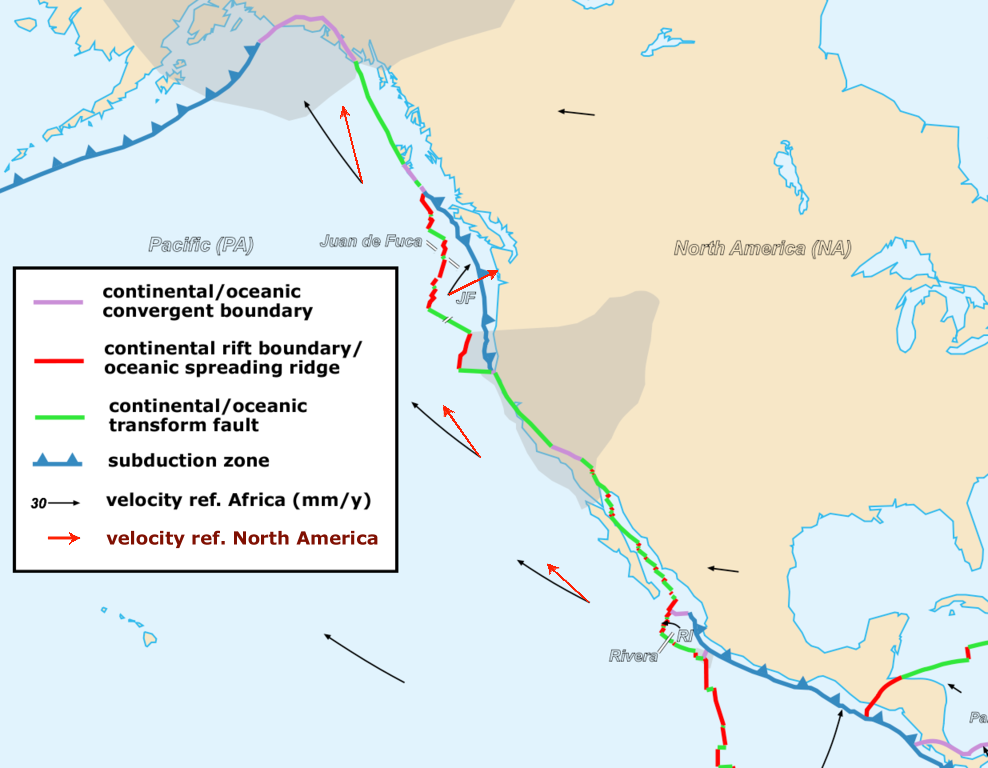
Relative Plattenbewegungen in Nordamerika zeigen, dass die San Francisco Bay Area zentral in der Transformstörung der San-Andreas-Verwerfung liegt.

Die Pazifische Platte ist ein wichtiger Teil der Erdkruste, die sich nach und nach durch den Ausbruch von Magma in Richtung Südosten entlang des Ostpazifischen Rückens erweitert und vergrößert. Im Nordwesten schiebt sie sich unter die Nordamerikanische Platte und bildet in der dortigen Subduktionszone den Aleutengraben. In Kalifornien gleitet die Platte nordwestwärts entlang der Transformationsgrenze der San-Andreas-Verwerfung. Gleichzeitig bewegt sich die Nordamerikanische Platte in südwestliche, aber relativ zur Störung betrachtet, in südöstliche Richtung. Die Bewegung des westlichen Teils der Nordamerikanischen Platte erzeugt eine gewisse Kraft entlang der San-Andreas-Verwerfung und den damit verbundenen Störungen und hilft somit die an der nordamerikanischen Pazifikküste liegenden Gebirgsketten und andere parallel landeinwärts gelegene Gebirgszüge westlich des Kalifornischen Längstals zu heben, in dieser Region ist dies vor allem das Diablo-Gebirge. Die Hayward-Störung zeigt die gleichen relativen Bewegungen wie die San Andreas-Verwerfung. Wie bei anderen Störungen wird ein Großteil der Auswirkungen der Hayward-Verwerfung von einer schmalen komplexen Deformationszone gebildet, die sich bis zu einige hundert Meter in der Breite erstrecken kann.
Die Transformationsgrenze der San-Andreas-Verwerfung ist nicht komplett geradlinig und die Spannungen zwischen der Pazifischen und Nordamerikanischen Platte sind über einen weiten Teil im Westen verteilt und erstrecken sich bis zur Ostseite der Sierra Nevada. Die Hayward-Verwerfung ist gemeinsam mit der Calaveras-Störung im Osten und der San-Gregorio-Verwerfung westlich der San-Andreas-Störung eine der sekundären Störungen in dieser diffusen Zone.
Der gesamte Störungszone, einschließlich der Rodgers-Creek-Störung, wird von Seismologen in drei Segmente unterteilt – Rodgers Creek, Nord-Hayward und Süd-Hayward. Es wird erwartet, dass diese Segmente einzeln oder in benachbarten Paaren Erdbeben unterschiedlicher Größenordnung erzeugen. Der Verband der Bay Area Regierungen (Association of Bay Area Governments, ABAG) hat gemeinsam mit anderen Regierungsbehörden die Analyse der örtlichen Gegebenheiten und die Erstellung von Karten gefördert, welche das zerstörerische Potential dieser Erdbeben zeigen sollen.
Zwar gibt es Anzeichen dafür, dass ein starkes Erdbeben in einer nahe gelegenen, parallelen Verwerfung Spannungen abbauen kann und so auch eine Verringerung der kurzfristigen Wahrscheinlichkeit eines Erdbebens herbeiführt, allerdings scheint in Bezug auf benachbarte Segmente das Gegenteil der Fall zu sein. Ein Abbau von Spannung in einem großen Segment kann im Wesentlichen die Wahrscheinlichkeit eines Erdbebens in einer benachbarten Verwerfung erhöhen und somit auch die Wahrscheinlichkeit von zwei großen regionalen Erdbeben innerhalb von wenigen Monaten steigern.

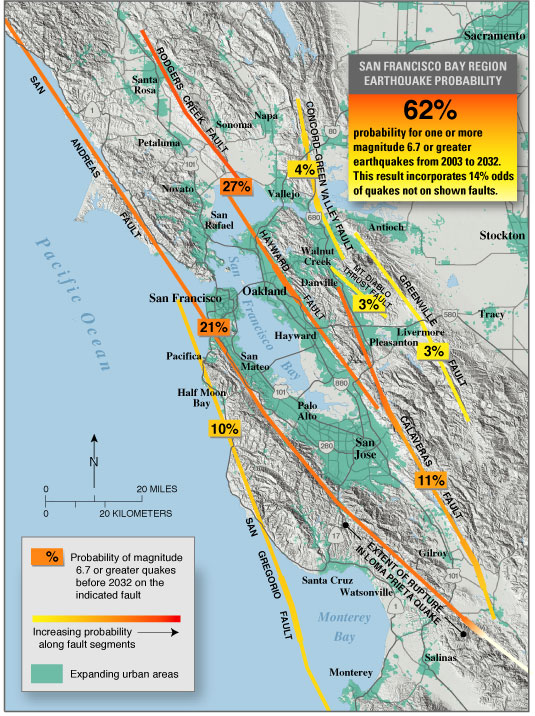
Wahrscheinlichkeitsverteilung von Erdbeben in der San Francisco Bay Area

### Rodgers-Creek-Verwerfung
Die Verbindung zwischen der Rodgers-Creek-Verwerfung und der Hayward-Verwerfung war bis 2015 unklar, als eine Untersuchung des Untergrunds der Bucht von San Pablo aufzeigte, dass die Enden der beiden Störungen nahtlos zwischen Point Pinole und Lower Tubbs Island verbunden sind. Eine frühere, alternative Hypothese besagte, dass die Hayward-Verwerfung und Rodgers-Creek-Störung wahrscheinlich durch eine Reihe von gestaffelten Verwerfungsstränge unter der Bucht von San Pablo verbunden sind. Die neuen Erkenntnisse bedeuteten, dass das Rodgers-Hayward-System gemeinsam ein Beben mit einer Stärke von bis zu 7,2 erzeugen könnte. Es wird auch für möglich gehalten, dass ein großes seismisches Ereignis in einer der beiden Verwerfung auch eine Bewegung in der anderen Störung, entweder gleichzeitig oder innerhalb eines Intervalls von bis zu mehreren Monaten, hervorrufen könnte. Der Verband der Bay Area Regierungen ließ Karten erstellen, die ein mögliches gleichzeitiges Szenario darstellen (siehe unten).

### Calaveras-Verwerfung
Es wird angenommen, dass die Calaveras-Verwerfung sich kontinuierlich vom Sunol Gebiet bis südlich nach Hollister zieht. Lange ging man davon aus, dass es keine Verbindung zwischen der Hayward- und der Calaveras-Störung gibt. Jüngste geologische Studien (insbesondere die Prüfung von sehr kleinen und tiefen Erdbeben) deuten aber darauf hin, dass die beiden Störungen miteinander verbunden sein könnten. Wenn das stimmt, hätte dies erhebliche Auswirkungen auf die potenzielle maximale Stärke von Erdbeben in der Hayward-Verwerfung, da diese Kraft von der maximalen Länge der Bruchlinie der Störung bestimmt wird und dieser Bruch sich über den Verbindungspunkt hinaus erstrecken und so einen Teil der Calaveras-Störung umfassen könnte. (Dieses Potential wird in den unten dargestellten Karten der Erdbebenstärken nicht gezeigt.)

## Erdbeben
Das größte Beben der Hayward-Verwerfung seit es Aufzeichnungen gibt, trat mit einer geschätzten Magnitude von 7,0 im Jahr 1868 auf. Es trat im südlichen Abschnitt der Störung auf und erhielt seinen Namen (einige Jahrzehnte später) von der im Entstehen begriffenen Stadt Hayward, wo man das Epizentrum des Bebens vermutete. Allerdings verursachte das Beben von 1868 großen Schaden in der gesamten, damals dünn besiedelten Bay Area, einschließlich der Stadt San Francisco. In der Tat wurde das Ereignis von 1868, bis zum größeren Beben im Jahr 1906, als „Great San Francisco earthquake“ bekannt.
Viele Seismologen sind der Meinung, dass das Erdbeben von 1906 in San Francisco, das in der San-Andreas-Störung aufgetreten ist, die Spannung in der Bay Area in vielen Störungen, einschließlich der Hayward-Verwerfung, reduzierte und einen „Erdbeben Schatten“ erzeugte: eine Ruheperiode nach einem schweren Erdbeben. Seit dem Ereignis von 1906 in der San-Andreas-Verwerfung gab es in der Hayward-Störung keine weiteren mäßig starken Erdbeben, wie sie vor diesem Erdbeben gesehen wurden. Es scheint wahrscheinlich, dass diese ruhige Zeit im Erdbeben Schatten enden wird, so wie es durch die Geschwindigkeit der Plattenbewegung und den Spannungszustand von anderen Störungen in der Region angezeigt wird.
Die folgende Tabelle listet chronologisch alle historischen Erdbeben der Hayward-Verwerfungszone mit einer Magnitude größer als 5,5 auf.
| Jahr | Stadt                                    | Datum            | Magnitude (ML) | Epizentrum                  | Anmerkungen                               |
| ---- | ---------------------------------------- | ---------------- | -------------- | --------------------------- | ----------------------------------------- |
| 1864 | South Hayward Area                       | 21. Mai 1864     | 5,8            | 37° 36′ 0″ N, 121° 54′ 0″ W |                                           |
| 1868 | Hayward                                  | 21. Oktober 1868 | 6,8 bis 7,0    | 37° 42′ 0″ N, 122° 6′ 0″ W  | 30 Tote und 350.000 US-Dollar Sachschaden |
| 1870 | Berkeley                                 | 2. April 1870    | 5,8            | 37° 54′ 0″ N, 122° 18′ 0″ W |                                           |
| 1889 | Alameda County (jetzt East Oakland Area) | 31. Juli 1889    | 5,6            | 37° 48′ 0″ N, 122° 12′ 0″ W |                                           |

Das Erdbeben von 1868 ereignete sich einige Zeit bevor die östliche Region der San Francisco Bay Area umfangreich urbanisiert wurde. Im darauffolgenden Jahr 1869 wurde mit dem William Meek Estate eine der ersten Entwicklungen in diesem Gebiet auf 12 km² Land gebaut und als Cherryland District of Eden Township bekannt. Aktuelle Renovierung des Meek Mansion haben gezeigt, dass, mit dem Erdbeben von 1868 noch frisch in den Köpfen der Bewohner jener Zeit, einige ungewöhnliche Diagonalaussteifung in die ursprünglichen Konstruktion eingebaut wurden. Obwohl seine Stärke kleiner war als das Erdbeben von 1906 in San Francisco, dürfte die erlebte Intensität in der Hayward Region größer gewesen sein als 1906, bedingt durch die Nähe der Hayward-Verwerfung.
Frühere Erdbeben wurden durch Trench Exposure und zugehörige Radiokarbondatierungen nachgewiesen. In Kombination mit den historischen Aufzeichnungen zeigt sich, dass die letzten fünf wichtigsten Ereignisse in den Jahren 1315, 1470, 1630, 1725 und 1868 mit Intervalle von etwa 140 Jahren stattfanden.

## Wahrscheinlichkeit zukünftiger Ereignisse
Wissenschaftler des United States Geological Survey (USGS) behaupten, dass ein großes Erdbeben in der Zone „immer wahrscheinlicher“ wird. Wenn das nächste große Erdbeben in der Störung auftritt, werden die Beschädigungen von katastrophalem Ausmaß sein. In der Region gibt es Immobilien im Wert von mehr als 1,5 Billionen US-Dollar und würde das Erdbeben von 1868 erneut auftreten, wäre ein Schaden von mehr als 165 Milliarden US-Dollar wahrscheinlich. Da die Verwerfung durch dicht besiedelte Gebiete läuft, würden mehr als 5 Millionen Menschen direkt betroffen sein und 2,4 Millionen Menschen, die in der kalifornischen San Francisco Bay Area leben, könnten von Wasser abgeschnitten werden.
Die Wahrscheinlichkeit für ein schweres Erdbeben in der Hayward-Verwerfung innerhalb der nächsten 30 Jahre wurde auf fast 30 % geschätzt Im Vergleich dazu liegt die Wahrscheinlichkeit für die San-Andreas-Verwerfung bei etwa 20 %, wobei dort größere Erdbeben entstehen können, diese sind aber weiter weg von einem wesentlichen Teil der urbanisierten Regionen der Bay Area. Jüngste (Januar 2008) Einschätzungen deuten darauf hin, dass die Wahrscheinlichkeit für Erdbeben in den Hayward-, Rodgers-Creek- und Calaveras-Störungen in den nächsten Jahrzehnten größer ist, als bisher angenommen.

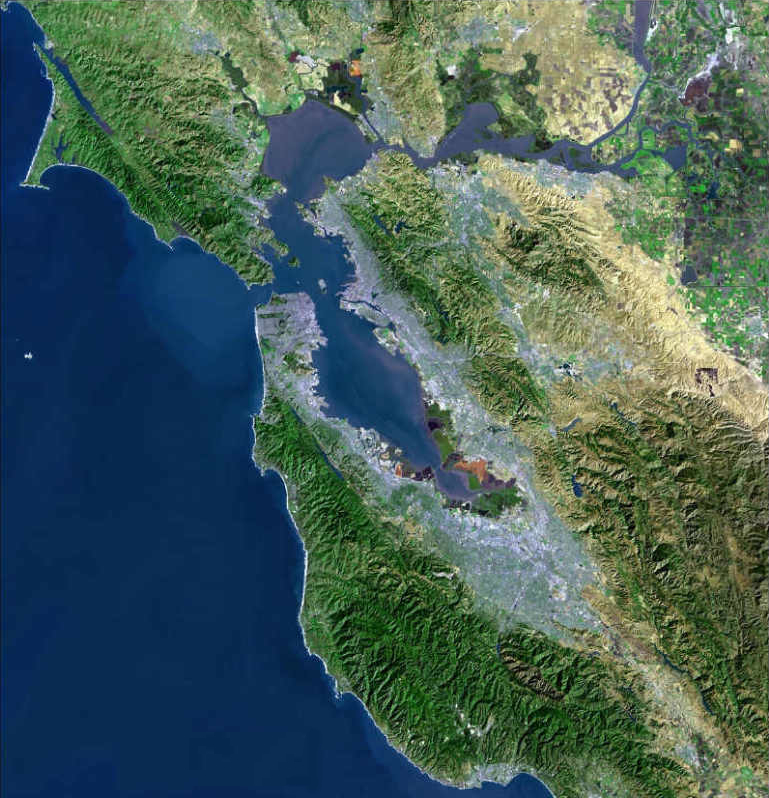
Satellitenfoto des USGS der San Francisco Bay Area. Schwach grau markierte Bereiche zeigen stark urbanisierte Regionen.

Der 140. Jahrestag des Ereignisses von 1868 war im Jahr 2008 und die durchschnittliche Zeit zwischen den letzten fünf Großereignissen liegt auch bei 140 Jahren. Jüngsten Schätzungen des Schadenspotenzials eines großen Erdbebens der Hayward-Verwerfung durch eine professionelle Risikomanagementfirma zeigen das Potenzial für enorme wirtschaftliche Verluste, wobei davon nur ein kleiner Prozentsatz gegen Erdbeben versichert ist. (Eine Versicherung gegen Erdbeben ist im Allgemeinen nicht nur sehr teuer, sondern oft auch mit hohen Selbstbehalten behaftet – meist mindestens 15 %). Je nach saisonalen Wetterbedingungen zum Zeitpunkt eines großen seismisches Ereignis könnten große städtischen Waldbrände bedingt durch Schäden an Wassersystemen oder massive Erdrutsche die Folge sein. Neben den direkten Beschädigungen wären die Auswirkungen auf den Handel durch beschädigte Infrastruktur erheblich. Die Erfahrung mit Zerstörungen in großen städtischen Bereichen durch Erdbeben, Hurrikans und Feuersbrünste hat gezeigt, dass ein vollständiger Wiederaufbau bis zu einem Jahrzehnt in Anspruch nehmen kann. Die Gründe dafür sind unter anderem Streitigkeiten mit Versicherungen, ein Mangel an qualifizierten lokalen Bauherren, die Verknappung der Versorgung, sowie der Zustrom von Auftragnehmern von außerhalb der Region mit zweifelhafter Qualifikation und ohne Anreiz den Ruf zu erhalten oder zu verbessern.
Die zunehmend strengeren Berichte und Einschätzungen der Eintrittswahrscheinlichkeiten und der Konsequenzen haben ein breites Interesse an der Ausbildung von Menschen für Notfallmaßnahmen geweckt. Es macht sich immer mehr die Erkenntnis breit, dass bei einem großen Ereignis die professionelle Brandbekämpfung sowie die Polizei und medizinische Dienste überfordert sein werden und dass sich Nachbarn einander so gut sie können unterstützen müssen. Entsprechende Organisationen wären wahrscheinlich den Strukturen des Zivilschutzes in den 1950er Jahren ähnlich, aber eine solche zivile Beteiligung müsste noch organisiert werden.
Im Jahr 2012 sagten Wissenschaftler des USGS, dass in der Verwerfung ein Erdbeben in der Größenordnung von 6,8 bis 7,0 zu erwarten sei. Auch das California Geological Survey stimmte zu und sagte, dass die Wahrscheinlichkeit für ein Erdbeben der Magnitude 6,7 oder höher entlang der Rogers-Creek-Hayward-Verwerfung in den nächsten 30 Jahren bei 31 % liege.
Im März 2015 veröffentlichte das United States Geological Survey das Dokument UCERF3: Eine neue Erdbeben-Vorhersage für komplexe Störungssystem in Kalifornien. UCERF3 stellt die besten aktuell verfügbaren wissenschaftlichen Erkenntnisse dar und es bezieht neben der historischen Seismizität nun auch „multifault ruptures“ und „fault readiness“ in das Kalkül der Erdbebenvorhersage mit ein. Das Ergebnis für die Bewohner der San Francisco Bay Area besagt laut Experten, dass es eine 72%ige Chance gibt, eine Erdbeben mit einer von Stärke 6,7 oder mehr in den nächsten 30 Jahren zu erleben. Darüber hinaus gibt es eine 51 % Chance auf ein Beben der Stärke M≥7 (Schwelle für „große“ Erdbeben), eine 20%ige Chance für M≥7,5 und eine Chance von 4 % für M≥8 (ein „außerordentliches“ Beben), wenn alle bekannten Störungen in der Region berücksichtigt werden.

## Auswirkungen der Verwerfung

### Störungskriechen
Die Oberfläche der Störung kriecht in den relevanten Regionen mit weniger als 0,5 cm pro Jahr. Die südlichsten Regionen der Verwerfung kriechen schneller, eventuell ausreichend um den Bruch der Verwerfung dort zu verhindern, aber das Kriechen ist meist unzureichend, um die anfallende Kräfte in den größten Teil der Störung abzubauen und verhindern damit ein großes Erdbeben nicht. Das Kriechen ist hinreichend stark um Straßen, Bordsteinkanten und Gehwege zu verschieben, sodass die Oberflächenspur an vielen Orten sichtbar werden. Kriechschäden an Asphaltstraßenoberflächen treten in der Regel als eine Reihe von staffelförmigen Rissen auf. Kriecheffekte können auch in älteren Konstruktionen, die unmittelbar über der Verwerfung gebaut wurden, beobachtet werden, wobei einige davon mit Dehnungsfugen ausgestattet wurden, um die langsame Bewegung zu kompensieren.

### Erschütterungen durch Erdbeben
Die Stärke eines Erdbebens, so wie sie in der Momenten-Magnituden-Skala (oder für kleinere Ereignisse in der besser bekannten Richterskala) gemessen wird, ist in etwa proportional zur Länge des Bruches. Die Bodenbewegung in einer großen, die Störung umgebenden Region ist zu einem großen Teil abhängig von den örtlichen Bodenbedingungen und zu einem geringeren Teil vom Abstand und Verhältnis des Fortschreitens des Bruchs der Störung und (wie vor kurzem beim Loma-Prieta-Erdbeben 1989 erkannt) von reflektierter Energie von tiefen Fehlstellen in der Struktur der Erde. Der von einem Erdbeben betroffene Bereich ist auch abhängig von der Dichte und Gleichmäßigkeit der Erdreiche, die den Fehler umgeben.

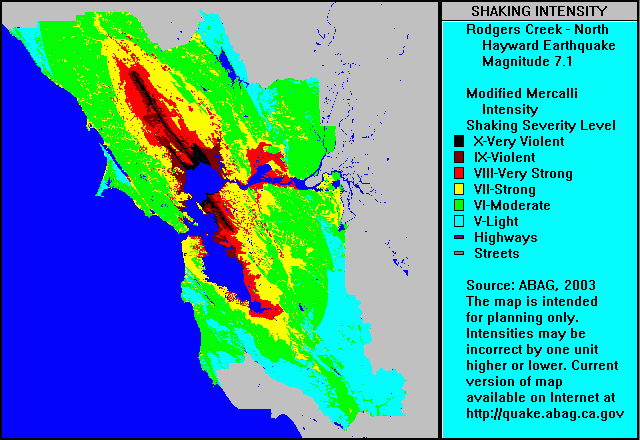
Erschütterung bei einem potentiellen, kombinierten Erdbeben der Rodgers Creek- und  Nördlichen Hayward-Verwerfung. Magnitude 7,1
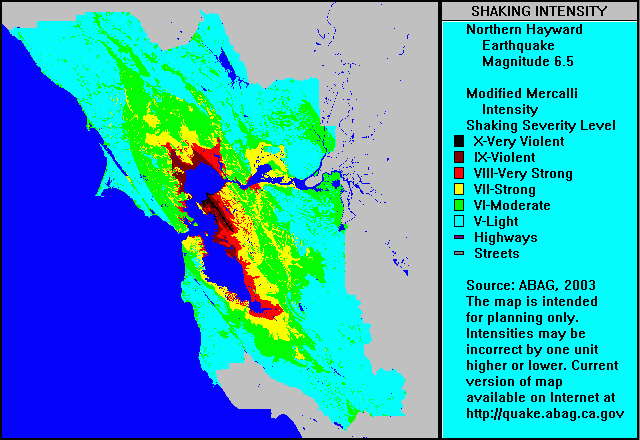
Erschütterung bei einem potentiellen Erdbeben der Nördlichen Hayward-Verwerfung. Magnitude 6,5
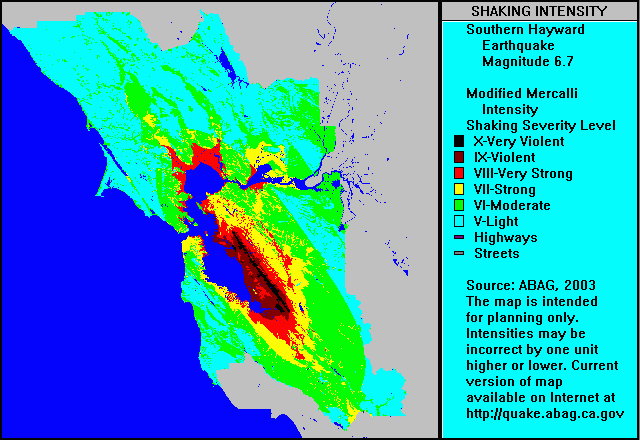
Erschütterung bei einem potentiellen Erdbeben der Südlichen Hayward-Verwerfung. Magnitude 6,7

Letzte Überprüfung der Schadensmeldungen des Ereignisses von 1868 deuten darauf hin, dass der Bruch auch nur von Teilen der nördlichen und südlichen Hayward-Verwerfung ein Beben der Stärke 7,0 erzeugen könnte. Das ist deutlich stärker als das hier gezeigte Ereignis der Stärke 6,5 oder die zuvor als maximal angenommene Stärke von 6,7.
Die Begriffe die von der ABAG (Association of Bay Area Governments) für die Intensität der Erschütterungen verwendet werden, unterscheiden sich von den offiziellen Beschreibungen der Mercalliskala, wobei etwas weich gemacht (vielleicht aufgrund der umfangreichen Erfahrungen vor Ort mit Erdbeben), wobei Begriffe wie „Rather Strong“ zur „Light“ und „Ruinous“, sowie „Disastrous“ zu Variationen von „Violent“ werden.

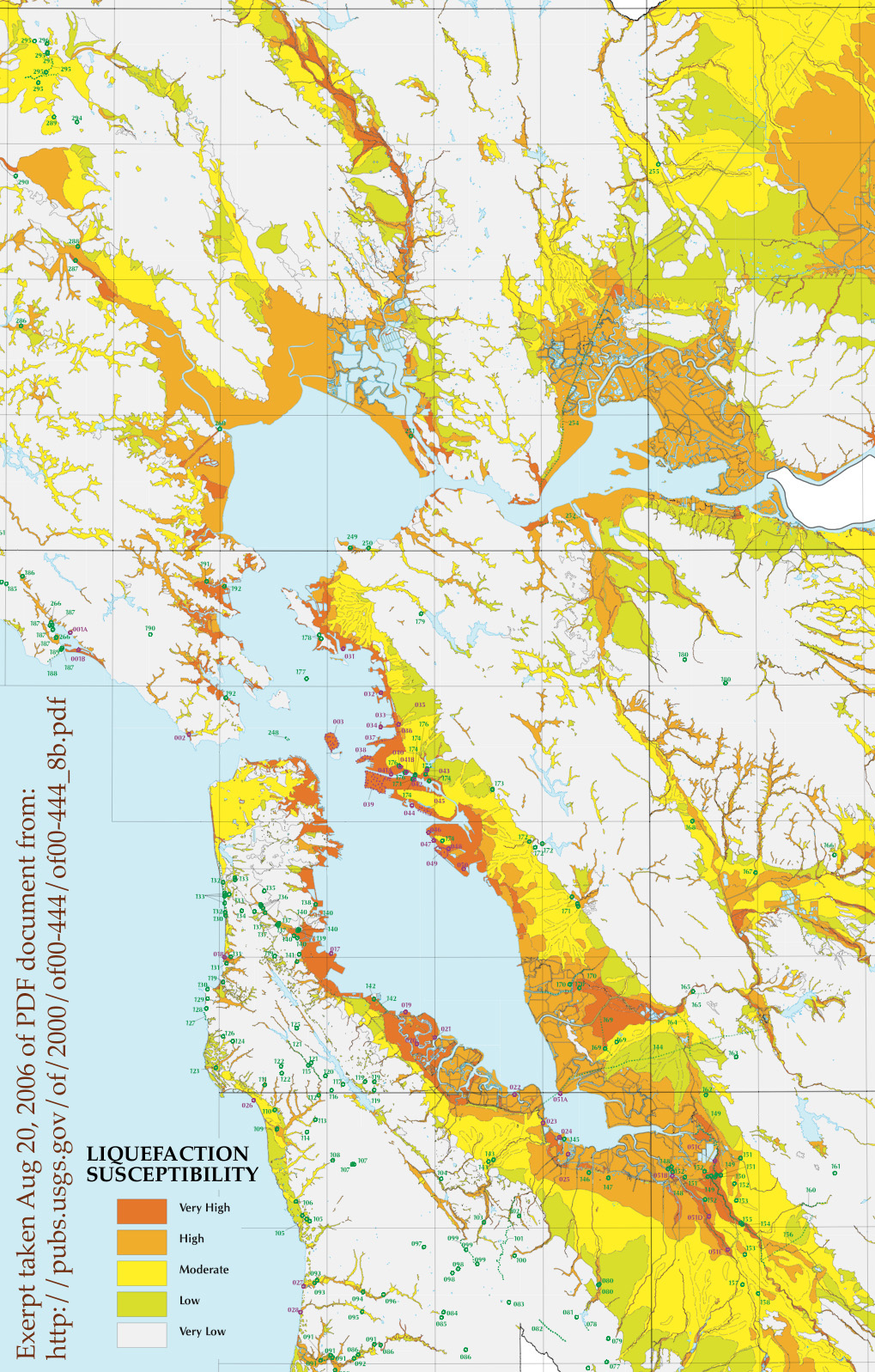
Anfälligkeit für Bodenverflüssigung – Auszug aus einer Karte des USGS. Karten, die eine mögliche Verstärkung der Schwingung anzeigen, haben ähnliches Aussehen.

#### Buchtseitige Bodenbeschaffenheiten
Die Hayward-Verwerfung gilt aufgrund der schlechten Bodenverhältnisse in der Alluvialebene, die von den East Bay Hills zur östlichen Küste der Bucht von San Francisco abfällt, als besonders gefährlich. In den tieferen Lagen in der Nähe der Bucht ist der Boden meist mit Wasser gesättigter Schlamm und Sand, der im frühen 20. Jahrhundert im Marschgebiet dort aufgeschüttet wurde. Dieser Boden neigt dazu, die Auswirkungen von Erdbeben zu verstärken und so wesentlich größere Bodenbewegung zu erzeugen. Darüber hinaus kann der Boden selbst versagen und sich aufgrund der Bewegung in einen flüssigen Schlamm verwandeln, welcher nicht in der Lage ist Gebäuden zu tragen auf ehemals festem Boden errichtet wurden. Diese Region wurde auch sehr dicht mit Flachbauten bebaut, von denen die meisten kurz nach dem Erdbeben von San Francisco 1906 errichtet wurden, lange bevor auch nur mäßig erdbebensichere Baupraktiken in den späten 1920er Jahren entwickelt worden sind.
Weitere Verbesserung in der Konstruktion von widerstandsfähigen Gebäuden sowie Verfahren zur Nachrüstung wurden erst vor kurzem entwickelt, vor allem als Reaktion auf die Auswirkungen der Ereignisse in Kalifornien 1971 in Sylmar, 1989 in Loma Prieta und 1994 in Northridge. Keines von ihnen war äußerst katastrophal, aber jedes davon verursachte Verluste von Menschenleben in Gebäuden, die als nicht gefährdet eingestuft waren, und haben so das Bewusstsein in der Öffentlichkeit, der Technik und Regierung für die Notwendigkeit spezifischer, die Lebenssicherheit verbessernde Sanierungen und Bauweisen, erhöht.
Obwohl viele Gebäude eine Erdbebenertüchtigung erfahren haben, gibt es eine große Anzahl von unbewehrten, gemauerten Gebäuden und Kamine (meist Ziegel), die für die Bewohner bei einem großen Erdbeben sehr gefährlich sein kann, sowie eine große Anzahl von Gebäuden, die mit ihrem Fundament entweder nicht verschraubt sind oder welche auf einem, gegen Scherkräfte nicht ausreichend resistenten, Halbstock aufbauen. Schwächen im Fundament und Halbstock können in den meisten Fällen leicht saniert werden, aber dies ist nur dann wirksam, wenn die Arbeit kompetent und mit der richtigen Aufmerksamkeit für kleine Details wie Nagelmuster und die richtigen Verbindungen ausgeführt wird. Lokale Erhebungen der kürzlich abgeschlossenen Arbeiten haben mangelhafte Verarbeitung in einer Reihe von Fällen aufgezeigt, in denen Haushalte nachgerüstet wurden.

#### Erdrutsch
Es gibt viele kleine aktive und Beweise für zahlreiche große frühere Erdrutsche in den Berkeley Hills. Solche Bereiche sind vermutlich nur unter den gegenwärtigen Bedingungen stabil. Es besteht die Möglichkeit, dass ein großes Erdbeben sehr große Erdbewegungen auslösen könnte, vor allem, wenn die Böden saisonal mit Wasser gesättigt sind und möglicherweise so weite Bereiche unbebaubar werden.

## Weiterführende Informationen

### Virtuelle Tour
Google Earth hat in Zusammenarbeit mit der United States Geological Survey eine virtuelle Hubschrauber-Tour der Verwerfung vorbereitet, angereichert mit viel zusätzliche Informationen während der Tour. Es sind auch potentiell gefährliche Erdrutschgebiete markiert, um die großen Bereiche außerhalb der Störzone zu zeigen, die bei einem großen Ereignis unbewohnbar werden könnten.

### Trivia
Der Roman A Man in Full von Tom Wolfe zeichnet sich durch ein fiktives schweres Erdbeben aus, ausgelöst in der Hayward-Verwerfung. Dieses wird als Deus ex machina Methode und als wichtiger Punkt in der Entwicklung der Handlung (um einen Hauptcharakter aus dem Gefängnis zu befreien) verwendet.
Der James-Bond-Film Im Angesicht des Todes (1985) handelt von Max Zorin, der Sprengstoff entlang der Hayward-Verwerfung sowie der San-Andreas-Störung und einer unterirdischen geologischen Schwachstelle detonieren lassen möchte, um mit Wasser aus nahe gelegenen Seen ein „doppeltes Erdbeben“ zu erzeugen, wodurch das Silicon Valley zerstört und Zorin sein Monopol auf dem Mikrochip-Markt weiter ausbauen würde.

### Sonderausstellung

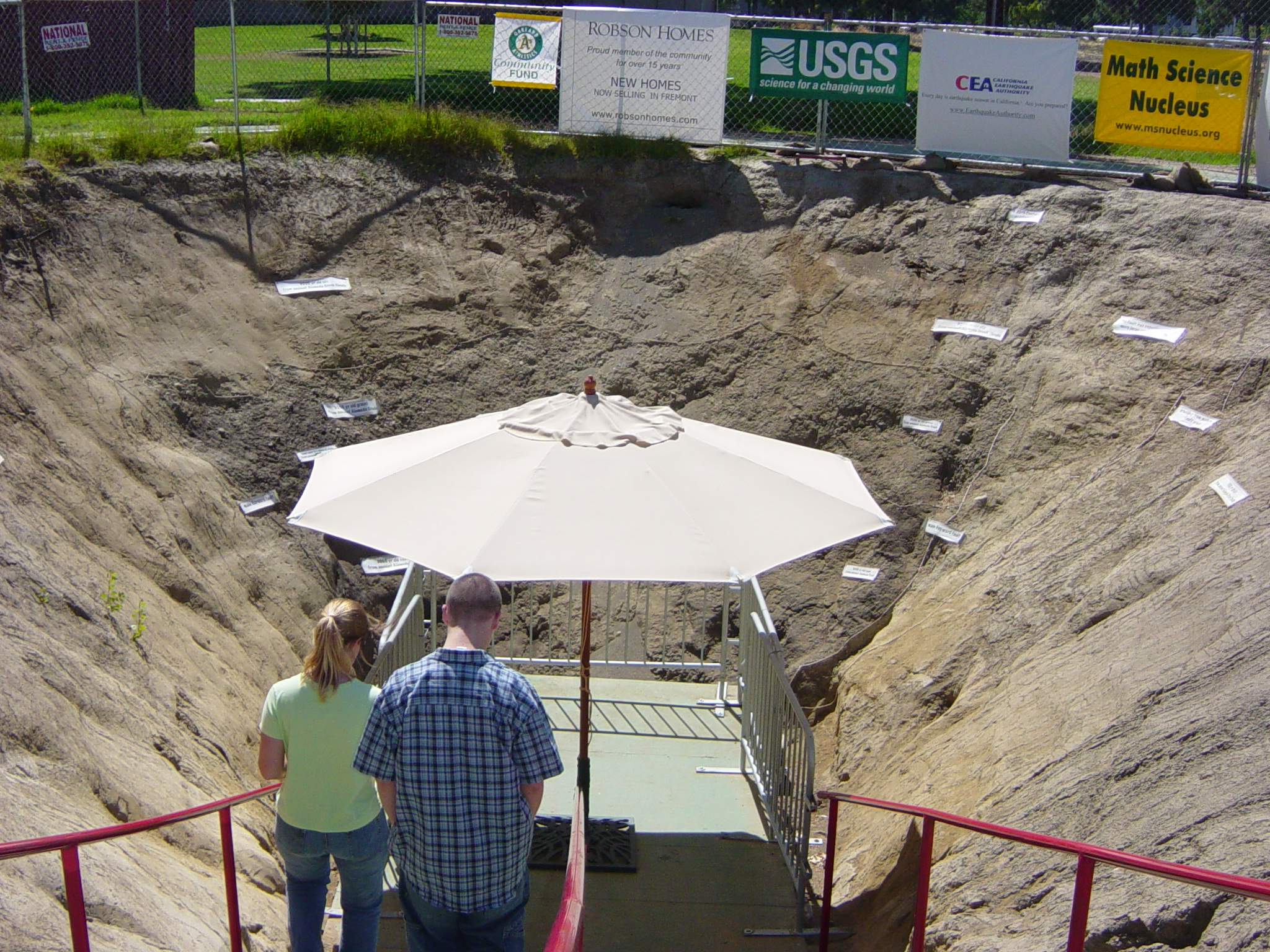
Eine Treppe führt die Besucher auf eine Aussichtsplattform in der Ausgrabung.

Fremont Earthquake Exhibit: The Hayward Fault Exposed
Diese Geotourismusausstellung (von April bis Oktober 2006, jetzt geschlossen) kennzeichnete eine ca. 5 m tiefe Grube, bei der man „face to face“ von einer schattigen Plattform aus, die durch eine Treppe erreichbar war, die Hayward-Verwerfung betrachten konnte. Wesentliche Merkmale wurden gekennzeichnet und markiert. Ähnliche Freilegungen werden normalerweise für die Bestimmung der Häufigkeit und Stärke von prähistorischen Erdbeben verwendet und um die Lage von latenten Störungen im Zuge der Paläoseismologie beurteilen zu können.
- Umfangreiches zusätzliches Material zur Information betreffend die Geologie und Seismologie der Bay Area wurde für die Ausstellung erstellt, wobei das meiste davon derzeit online zugänglich ist.[11]
- Die Finanzierung und Organisation für eine ständige Ausstellung an diesem Ort wird aktiv angestrebt, die Planungen sind im Gange.[12]